# Wotowie

flaga narodowa Wotów

Wotowie – grupa etniczna zamieszkująca Ingrię na pograniczu rosyjsko-estońskim, na zachód i południowy zachód od Petersburga, nieopodal i na wschód od granicznego miasta Narwa. Posługiwali się wymierającym już dziś językiem wotyckim (jest to język ugrofiński z grupy bałto-fińskiej), w którym sami siebie określają jako vadjalain (l.mn.: vadjalaizõt).
Spis powszechny w Rosji w roku 2002 zarejestrował 73 Wotów. W 2020 roku liczba ta wzrosła do 99. Spis w Estonii z roku 2000 podaje 9 Wotów mieszkających na terenie kraju, jednak w 2011 było ich 4.. Wotowie zamieszkują głównie wsie Joenperä, Luuditsa oraz Liivankylä.

## Historia
Wotowie są najstarszą ludnością, zamieszkującą dzisiejszą Ingrię na południe od Newy. Są potomkami plemion ugrofińskich, które osiedliły się na tych ziemiach po zakończeniu ostatniej epoki lodowcowej. Pierwsze wzmianki o nich pochodzą z IX wieku. Przypuszcza się, że Czudowie z kroniki Nestora, od których nazwę wzięło m.in. jezioro Czudzkie, to właśnie Wotowie, choć inni łączą ich z ludem Seto. Inne wystąpienia nazwy w dawnych źródłach to m.in. pagani watlandiae (poganie z ziem Wotów) w XIII-wiecznej bulli papieskiej czy będąca w powszechnym użyciu w XV w. nazwa Wotskaja pjatina, oznaczająca obszar pomiędzy rzeką Wołchow od Nowogrodu do Ładogi i wzdłuż rzeki Ługi do Zatoki Narewskiej.
Z ludem tym wiąże się istnienie w V–IX wieku z zachodniej części Obwodu Leningradzkiego, Pskowskiego i Nowogrodzkiego kultury kurhanów wydłużonych. Tworzyli wówczas luźne wspólnoty o charakterze rodowym. W VIII wieku n.e. w północnej części ich ziem osiedlili się ugrofińscy Iżorowie, którzy przybyli z Karelii, a na południu Słowianie, którzy zaczęli ich wypierać z okolic jeziora Ilmień i dzisiejszego Pskowa. W IX–XII wieku tworzyli związek plemienny i zachowali niezależność, mimo pewnych wpływów Rusi Kijowskiej, której okazjonalnie płacili daninę w futrach. W 1069 roku zawarli sojusz z Księstwem Połockim i oblegali Nowogród Wielki, ale ostatecznie nie udało im się zdobyć miasta. Mimo przenikających wpływów prawosławia, przez długi czas zachowali pogańskie wierzenia. Począwszy od XIII wieku rozpoczęła się asymilacja Wotów ze słowiańskimi plemionami osiadłymi w ich sąsiedztwie i utracili niezależność polityczną. Świadczą o tym zapisy w nowogrodzkich kronikach, które wcześniej wymieniały Wotów jako sprzymierzeńców, a później traktowały ich ziemie jako okręg administracyjny. Luźna zależność lenna przerodziła się poddaństwo. Wotom narzucono pańszczyznę i wcielano bezpośrednio do armii Nowogrodu. W tym czasie ich ziemie były w sferze zainteresowań, Szwecji, Danii i Zakonu Krzyżackiego. Na ich ziemiach w 1240 roku miała miejsce bitwa Republiki Nowogrodzkiej ze szwedzko-fińską armią (bitwa nad Newą), a 2 lata później z Krzyżakami nad Jeziorem Pejpus. Państwa te z czasem zaniechały podboju tych ziem, ale okazyjnie organizowały karne wyprawy w celu zdobycia łupów. Przyniosło to wiele zniszczeń mieszkającym tam Wotom. W XIV wieku rozpoczęła się w Ingrii ruska kolonizacja, która po raz pierwszy odbywała się z nakazu administracyjnego. W 1478 roku Republika Nowogrodzka została wcielona do Księstwa Moskiewskiego, które prowadziło agresywną politykę wobec sąsiadów i znacznie bardziej uciskało swoich poddanych. W 1484 i 1488 roku wysiedlono tysiące Wotów z ich ziem i zastąpiono ich osadnikami rosyjskimi. W XVI wieku nadal większość ludności zamieszkująca południową Ingrię mówiła językiem wotyckim, a mimo formalnego wyznawania prawosławia, praktykowano pogańskie obrzędy, jednak z czasem ulegali oni rusyfikacji. Temu procesowi sprzyjał brak języka pisanego i zanik elit kulturalnych we wczesnym średniowieczu. Ich populację zdziesiątkowały wojny rosyjsko-szwedzkie, które trwały praktycznie nieprzerwanie w latach 1558–1595, 1610–1617, 1656–1658, 1700–1721 i liczne klęski głodu, do których przyczyniła się mała epoka lodowcowa.
W okresie przynależności Ingrii do Szwecji (1617–1721) nastąpił napływ fińskich kolonistów. Pogłębiało się zacofanie kulturalne Wotów, którzy w 100% byli analfabetami, a Finowie Inkerscy w ciągu 150 lat stworzyli w pełni piśmienne społeczeństwo. Z powodu różnic religijnych, luterańscy Finowie niechętnie żenili się i utrzymywali kontakty z prawosławnymi Wotami i Iżorami. Po zajęciu w 1702 roku Ingrii przez cara Piotra Wielkiego, doszło na dużą skalę do kolejnych fal deportacji miejscowej ludności, która zastąpiono przybyszami ze środkowej Rosji, które szczególnie dotknęły Wotów, przez co zostało ich mniej niż 15 tysięcy, a ich język stopniowo zanikał pośród o wiele liczniejszych od nich Finów i Rosjan.
W 1848 liczbę Wotów posługujących się swoim językiem obliczano na 5147 osób. W 1926 było to już tylko 705 osób, tymczasem w 1989 pozostało ich już zaledwie 62, przy czym najmłodsza z tych osób urodziła się w 1930. W początkowym okresie istnienia Związku Radzieckiego władze prowadziły politykę „korienizacji”, która popierała rozwój kultur i języków mniejszości etnicznych, ale zarzucono ją po umocnieniu się władzy bolszewików. Znaczna liczba Wotów została w czasach stalinowskich wysiedlona w odległe rejony ZSRR, m.in. karnie skazywana na zsyłkę (bądź na śmierć) pod zarzutami „braku lojalności” i „tchórzostwa” podczas II wojny światowej. W 1941 roku Ingria znalazła się pod niemiecką okupacją. Dwa lata później w wyniku porozumienia Finlandii z Niemcami rozpoczęto ewakuację Wotów, Iżorów i Finów Inkerskich z okupowanych przez III Rzeszę terenów na terytorium Finlandii, co miało stanowić przygotowania pod przyszłą niemiecką kolonizację i realizację hitlerowskiej ideologii. W 1944 Ingria ponownie znalazła się w rękach Związku Radzieckiego, choć nie oznaczało to końca represji. Dopiero w 1956 roku nastąpiła odwilż w polityce Związku Radzieckiego i pozwolono części wysiedlonych Wotów powrócić w rodzinne rejony. Rozwój przemysłu, komunikacji i napływ rosyjskiej ludności niemal całkowicie doprowadził do zaniku odrębności tego narodu, choć zaczęto podejmować pierwsze próby ratowania jego tożsamości, m.in. powstawały organizacje kulturalne i otwarto Muzeum Wotyckie we wsi Lužitsõ. Kontrowersje wywołała budowa portu w Ust-Łudze (wotyckie Laugasuu), którego ukończenie planowano na 2015 rok. W ramach rozbudowy jedna z wsi, Jõgõperä, miała zostać całkowicie zniszczona, a na jej miejscu miało powstać osiedle dla pracowników portu i ich rodzin. Firma zajmująca się budową potraktowała te wątpliwości poważnie i nie tylko zmieniła plany budowy tak, by zachować Jõgõperę, ale obiecała też wsparcie dla zachowania kultury wotyckiej w regionie.
Tak jak mieszkający na tych samych terenach Iżorowie, Wotowie na ogół są prawosławni, w odróżnieniu od innych ich sąsiadów – luterańskich Ingrian, ale obydwie grupy używają alfabetu łacińskiego.

## Wotowie na Łotwie
W latach 1444–1447 krzyżacy gałęzi inflanckiej zmusili znaczną liczbę Wotów do przesiedlenia z Ingrii do Kurlandii w okolice Bauska na Łotwie, gdzie pracowali oni przy budowie zamku. Po jego ukończeniu nie wrócili już w swoje rodzinne strony i pozostali na Łotwie jako mniejszość narodowa, pracując na roli, powoli zatracając umiejętność posługiwania się językiem ojczystym i asymilując się z Łotyszami. Jeszcze po czterystu latach (w połowie XIX wieku) szacowano, że mieszka ich tam około tysiąca.